# Maxthon
Maxthon (anciennement connu sous le nom MyIE ou MyIE2) (à prononcer « maxton ») est un navigateur web gratuit développé par Maxthon International Limited. Il utilisait par défaut Trident, pour effectuer le rendu des pages web, mais pouvait également utiliser le moteur Gecko employé par Mozilla Firefox, entre autres. Depuis la troisième version, il utilise WebKit et Trident.
Depuis la version 6, il n'utilise plus que Chromium.
Maxthon vise à proposer un maximum de fonctionnalités tout en permettant de gérer la compatibilité avec des sites optimisés uniquement pour Internet Explorer. Il conserve donc toutes les fonctionnalités de Trident (dont les ActiveX).

## Historique
Le logiciel a d'abord été conçu pour les internautes chinois et c'est en 2006 avec la version 2.0 qu'il a été disponible dans le monde.
En janvier 2006, les développeurs de Maxthon ont formé un partenariat avec Microsoft, qu'ils ont annoncé lors du Consumer Electronics Show, en révélant, entre autres, que Maxthon respectait le standard U3 pour la prise en charge des clés USB compatibles. Il existe donc également une version U3 du navigateur, qui peut être installée et utilisée directement depuis une clé USB compatible U3.
Depuis la version 1.5.7, Maxthon supporte la plupart des barres d'outils installables sur Internet Explorer, dont, à nouveau, la barre d'outils Google ; en effet, cette dernière, depuis sa version 2.0.114, n'était plus supportée par Maxthon.
La version 2.0 du navigateur est sortie le 23 juillet 2007. Elle incorpore, entre autres, une toute nouvelle interface personnalisable, inspirée de Mozilla Firefox et de la version 7.0 d'IE, une nouvelle gestion multi-utilisateurs, un nouveau module de configuration sous forme de pages web, et intègre plusieurs autres fonctionnalités que l'on retrouve parfois dans d'autres navigateurs, telle qu'une barre de recherche sur les pages web similaire à celle de Mozilla Firefox.
La version 3.0 du navigateur repose sur Trident mais aussi sur WebKit, le moteur de rendu de Safari (logiciel) et Google Chrome.
La version 4.0 de Maxthon est Maxthon Cloud Browser, il inclut le système Cloud pour le téléchargement des fichiers. En 2011 il est le meilleur navigateur au test HTML 5 avec un résultat de 476 sur 500.
La version 5.0, nommée MX5, a été annoncée le 18 juin 2016 pour 100.000 adhérents privilégiés. Le futur navigateur est pour l'instant payant, et change de tarif selon l'ordre des commandes : les premiers des 100.000 adhérents (VIP3) payeront 49.38$ par an, les suivants (VIP2) 43.58$ par an et les derniers adhérents (VIP3) payeront 37.78$ par an pour obtenir en exclusivité le futur navigateur avec en plus des avantages exclusifs.

## Fonctionnalités
(mars 2021).
Maxthon offre un grand nombre de fonctions et d'améliorations par rapport à Internet Explorer, parmi lesquelles :
- Meilleure gestion de la mémoire
- Navigation à la souris programmable (mouse gestures en version anglaise) : permet de contrôler le navigateur à l'aide de mouvements effectués avec la souris. Par exemple, maintenir le bouton droit enfoncé tout en déplaçant la souris vers la gauche permet de revenir à la page précédente dans l'historique.
- Tueur de pubs - un outil de blocage des publicités internet : fenêtres intruses (pop-up windows en version anglaise), bannières flottantes ou fixes...
- Possibilité de bloquer ou autoriser certains éléments ou sites avec une liste blanche et une liste noire
- Barre d'outils externe, permettant de créer des raccourcis vers vos programmes préférés
- Interface modifiable (skins en version anglaise)
- Lecteur de flux d'informations au format RSS
- En plus du support des modules complémentaires (plugins en version anglaise) d'IE, Maxthon dispose également de ses propres modules complémentaires, fonctionnant de la même manière que les extensions de Firefox
- Support partiel du moteur de rendu Gecko
- Barre de recherche pour un accès direct aux moteurs de recherche Internet (la liste des moteurs est entièrement configurable).
- Gestion des groupes de sites (permet d'ouvrir plusieurs adresses internet simultanément)
- Gestion des onglets (permet de rouvrir un onglet précédemment fermé rapidement, de verrouiller les onglets, de les protéger par un mot de passe, de fermer les onglets erronés ...)
- Touche "patron" : permet de cacher totalement le navigateur (il disparaît alors de l'écran et de la barre de tâches sans toutefois se fermer) et de le faire "réapparaître" rapidement
- Utilisation d'alias pour les adresses URL, pour ouvrir des adresses internet en saisissant des mots-clés depuis la barre d'adresses
- Super Glisser & Déplacer : possibilité d'ouvrir les nouveaux liens simplement, en glissant et en déplaçant le lien sur la page ; possibilité d'ouvrir une image dans un nouvel onglet en glissant et en déplaçant l'image sur la page ; permet d'effectuer une recherche en glissant et en déplaçant directement le texte sélectionné sur la page
- Protection de la vie privée : possibilité d'effacer toutes les informations confidentielles et/ou relatives à la vie privée, comme l'historique de navigation, les cookies, le cache... en un seul clic de souris. Il est également possible de configurer Maxthon pour effacer toutes les informations de navigation automatiquement lors de la fermeture du logiciel.
- Redimensionnement automatique des images et des pages
- Mise à jour automatique du logiciel grâce à l'outil MaxUpdate

## Navigateur mobile
Maxthon est disponible sur les smartphones Android (version 1.5 ou plus du système d'exploitation mobile) et iOS (version 7 ou plus du système d'exploitation mobile). Son point fort est la mise en flux RSS d'un site directement depuis la barre d'adresse.